# Campeonato de Fútbol de Costa Rica 1976
La temporada 1976 de la Primera División fue la 57.ª edición de la máxima categoría del sistema de Ligas costarricenses de fútbol.

## Sistema de competición
El torneo se disputó a tres vueltas, comenzando cada una con puntaje en cero para efectos de clasificación. Al término de estas tres vueltas, se clasificaba un equipo por cada vuelta ganada. En caso de que los tres ganadores fueran equipos distintos, se clasificaban además dos equipos adicionales con base en la tabla acumulada de puntos de las tres vueltas, completando así cinco equipos que disputarían la pentagonal por el título.
Los cinco equipos restantes, es decir, los que no clasificaron a la pentagonal por el campeonato, disputaban entre sí una pentagonal por el no descenso, con el fin de definir cuál equipo perdería la categoría, pero esta condición había sido congelada para que ningún equipo descendiera.
Si un mismo equipo ganaba las tres vueltas, obtenía el derecho a disputar una final por el campeonato contra el ganador de la pentagonal (en caso de que este fuera otro equipo), asegurando al menos el subcampeonato.
La clasificación se estableció con base en los puntos obtenidos por los equipos en cada enfrentamiento, a razón de dos puntos por partido ganado, uno por empate y cero en caso de derrota.
En caso de empate en puntos para efectos de clasificación, los criterios de desempate eran los siguientes:
1. Diferencia de goles a favor.
2. Menor cantidad de goles recibidos.
3. Partido de desempate, el cual incluiría tiempos extra y, de ser necesario, lanzamientos desde el punto de penal.

## Información de los equipos
Tomaron parte en el torneo nueve clubes.
| Equipo       | Ciudad    | Estadio          |
| ------------ | --------- | ---------------- |
| Alajuelense  | Alajuela  | Morera Soto      |
| Cartaginés   | Cartago   | "Fello" Meza     |
| Guanacasteca | Nicoya    | Chorotega        |
| Herediano    | Heredia   | Rosabal Cordero  |
| Limonense    | Limón     | Juan Gobán       |
| México       | San José  | Nacional         |
| Ramonense    | San Ramón | Guillermo Vargas |
| Saprissa     | Tibás     | Ricardo Saprissa |
| Turrialba    | Turrialba | Rafael Camacho   |
| Universidad  | San José  | "Pipilo" Umaña   |

### Relevo de plazas
| Descendido a Segunda División |
| ----------------------------- |
| No hubo                       |

| Ascendido de Segunda División |
| ----------------------------- |
| A. D. Guanacasteca            |

## Clasificación
| Pos. | Equipo                    | Pts. | PJ | G  | E  | P  | GF | GC | Dif. | Notas                      |
| ---- | ------------------------- | ---- | -- | -- | -- | -- | -- | -- | ---- | -------------------------- |
| 1    | C. S. Cartaginés          | 42   | 27 | 19 | 4  | 4  | 59 | 28 | +31  | Pentagonal por el título   |
| 2    | Deportivo México          | 37   | 27 | 14 | 9  | 4  | 40 | 23 | +17  | Pentagonal por el título   |
| 3    | Deportivo Saprissa        | 31   | 27 | 12 | 7  | 8  | 54 | 33 | +21  | Pentagonal por el título   |
| 4    | L. D. Alajuelense         | 27   | 27 | 10 | 7  | 10 | 41 | 35 | +6   | Pentagonal por el título   |
| 5    | A. D. Ramonense           | 27   | 27 | 9  | 9  | 9  | 48 | 52 | −4   | Pentagonal por el título   |
| 6    | C. S. Herediano           | 27   | 27 | 10 | 7  | 10 | 35 | 29 | +6   | Pentagonal del no descenso |
| 7    | Municipal Turrialba       | 23   | 27 | 7  | 9  | 11 | 32 | 47 | −15  | Pentagonal del no descenso |
| 8    | A. D. Limonense           | 20   | 27 | 5  | 10 | 12 | 27 | 51 | −24  | Pentagonal del no descenso |
| 9    | A. D. Guanacasteca        | 19   | 27 | 5  | 9  | 13 | 24 | 47 | −23  | Pentagonal del no descenso |
| 10   | Universidad de Costa Rica | 17   | 27 | 4  | 9  | 14 | 24 | 49 | −25  | Pentagonal del no descenso |

 Fuente: La República
Criterios de clasificación: Puntos · Diferencia de goles · Goles a favor

## Resultados
El calendario de los partidos se dio a conocer el 17 de febrero de 1976. Los horarios corresponden al tiempo de Costa Rica (UTC-6).
| Jornada 1   | Jornada 1 | Jornada 1    | Jornada 1      | Jornada 1  | Jornada 1 |
| Local       | Resultado | Visitante    | Estadio        | Fecha      | Hora      |
| ----------- | --------- | ------------ | -------------- | ---------- | --------- |
| México      | 0 - 0     | Saprissa     | Nacional       | 7 de marzo | 11:00     |
| Alajuelense | 2 - 0     | Guanacasteca | Morera Soto    | 7 de marzo | 11:00     |
| Universidad | 1 - 2     | Herediano    | "Pipilo" Umaña | 7 de marzo | 11:00     |
| Limonense   | 3 - 4     | Ramonense    | Juan Gobán     | 7 de marzo | 11:00     |
| Turrialba   | 3 - 1     | Cartaginés   | Rafael Camacho | 4 de abril | 11:00     |

| Jornada 2    | Jornada 2 | Jornada 2   | Jornada 2        | Jornada 2   | Jornada 2 |
| Local        | Resultado | Visitante   | Estadio          | Fecha       | Hora      |
| ------------ | --------- | ----------- | ---------------- | ----------- | --------- |
| Alajuelense  | 3 - 2     | Limonense   | Morera Soto      | 14 de marzo | 11:00     |
| Guanacasteca | 0 - 0     | Cartaginés  | Chorotega        | 14 de marzo | 11:00     |
| Turrialba    | 2 - 2     | México      | Rafael Camacho   | 14 de marzo | 11:00     |
| Herediano    | 1 - 1     | Ramonense   | Rosabal Cordero  | 14 de marzo | 11:00     |
| Saprissa     | 1 - 1     | Universidad | Ricardo Saprissa | 31 de marzo | 20:00     |

| Jornada 3   | Jornada 3 | Jornada 3    | Jornada 3        | Jornada 3   | Jornada 3 |
| Local       | Resultado | Visitante    | Estadio          | Fecha       | Hora      |
| ----------- | --------- | ------------ | ---------------- | ----------- | --------- |
| México      | 3 - 2     | Guanacasteca | Nacional         | 21 de marzo | 11:00     |
| Universidad | 1 - 2     | Turrialba    | "Pipilo" Umaña   | 21 de marzo | 11:00     |
| Limonense   | 0 - 1     | Herediano    | Juan Gobán       | 21 de marzo | 11:00     |
| Cartaginés  | 2 - 1     | Alajuelense  | "Fello" Meza     | 16 de mayo  | 11:00     |
| Ramonense   | 2 - 0     | Saprissa     | Guillermo Vargas | 16 de mayo  | 11:00     |

| Jornada 4    | Jornada 4 | Jornada 4   | Jornada 4      | Jornada 4   | Jornada 4 |
| Local        | Resultado | Visitante   | Estadio        | Fecha       | Hora      |
| ------------ | --------- | ----------- | -------------- | ----------- | --------- |
| Alajuelense  | 1 - 1     | México      | Morera Soto    | 28 de marzo | 11:00     |
| Turrialba    | 3 - 1     | Ramonense   | Rafael Camacho | 28 de marzo | 11:00     |
| Guanacasteca | 2 - 0     | Universidad | Chorotega      | 28 de marzo | 11:00     |
| Limonense    | 0 - 5     | Saprissa    | Juan Gobán     | 4 de abril  | 11:00     |
| Cartaginés   | 2 - 1     | Herediano   | "Fello" Meza   | 28 de abril | 20:00     |

| Jornada 5   | Jornada 5 | Jornada 5    | Jornada 5        | Jornada 5   | Jornada 5 |
| Local       | Resultado | Visitante    | Estadio          | Fecha       | Hora      |
| ----------- | --------- | ------------ | ---------------- | ----------- | --------- |
| Ramonense   | 1 - 1     | Guanacasteca | Guillermo Vargas | 4 de abril  | 11:00     |
| Herediano   | 2 - 0     | Turrialba    | Rosabal Cordero  | 21 de abril | 20:00     |
| Universidad | 4 - 0     | Limonense    | "Pipilo" Umaña   | 25 de abril | 11:00     |
| Alajuelense | 0 - 2     | Saprissa     | Morera Soto      | 5 de mayo   | 20:00     |
| México      | 2 - 0     | Cartaginés   | Nacional         | 5 de mayo   | 20:00     |

| Jornada 6    | Jornada 6 | Jornada 6   | Jornada 6        | Jornada 6   | Jornada 6 |
| Local        | Resultado | Visitante   | Estadio          | Fecha       | Hora      |
| ------------ | --------- | ----------- | ---------------- | ----------- | --------- |
| Guanacasteca | 2 - 1     | Herediano   | Chorotega        | 11 de abril | 11:00     |
| México       | 1 - 0     | Limonense   | Nacional         | 11 de abril | 11:00     |
| Ramonense    | 2 - 2     | Universidad | Guillermo Vargas | 2 de mayo   | 11:00     |
| Turrialba    | 0 - 1     | Alajuelense | Rafael Camacho   | 2 de mayo   | 11:00     |
| Saprissa     | 2 - 2     | Cartaginés  | Ricardo Saprissa | 12 de mayo  | 20:00     |

| Jornada 7   | Jornada 7 | Jornada 7    | Jornada 7        | Jornada 7   | Jornada 7 |
| Local       | Resultado | Visitante    | Estadio          | Fecha       | Hora      |
| ----------- | --------- | ------------ | ---------------- | ----------- | --------- |
| Herediano   | 2 - 3     | Alajuelense  | Rosabal Cordero  | 18 de abril | 11:00     |
| Saprissa    | 3 - 1     | Guanacasteca | Ricardo Saprissa | 18 de abril | 11:00     |
| Ramonense   | 3 - 0     | Cartaginés   | Guillermo Vargas | 18 de abril | 11:00     |
| Universidad | 2 - 0     | México       | "Pipilo" Umaña   | 18 de abril | 11:00     |
| Limonense   | 0 - 0     | Turrialba    | Juan Gobán       | 18 de abril | 11:00     |

| Jornada 8    | Jornada 8 | Jornada 8   | Jornada 8        | Jornada 8   | Jornada 8 |
| Local        | Resultado | Visitante   | Estadio          | Fecha       | Hora      |
| ------------ | --------- | ----------- | ---------------- | ----------- | --------- |
| Saprissa     | 1 - 1     | Herediano   | Ricardo Saprissa | 25 de marzo | 20:00     |
| México       | 5 - 1     | Ramonense   | Nacional         | 25 de abril | 11:00     |
| Guanacasteca | 2 - 3     | Turrialba   | Chorotega        | 25 de abril | 11:00     |
| Cartaginés   | 3 - 0     | Limonense   | "Fello" Meza     | 9 de mayo   | 11:00     |
| Universidad  | 0 - 2     | Alajuelense | "Pipilo" Umaña   | 9 de mayo   | 11:00     |

| Jornada 9   | Jornada 9 | Jornada 9    | Jornada 9       | Jornada 9   | Jornada 9 |
| Local       | Resultado | Visitante    | Estadio         | Fecha       | Hora      |
| ----------- | --------- | ------------ | --------------- | ----------- | --------- |
| Cartaginés  | 4 - 1     | Universidad  | "Fello" Meza    | 7 de abril  | 20:00     |
| Alajuelense | 3 - 1     | Ramonense    | Morera Soto     | 11 de abril | 11:00     |
| Herediano   | 0 - 0     | México       | Rosabal Cordero | 2 de mayo   | 11:00     |
| Turrialba   | 0 - 0     | Saprissa     | Rafael Camacho  | 9 de mayo   | 11:00     |
| Limonense   | 5 - 0     | Guanacasteca | Juan Gobán      | 16 de mayo  | 11:00     |

| Jornada 10 | Jornada 10 | Jornada 10   | Jornada 10       | Jornada 10 | Jornada 10 |
| Local      | Resultado  | Visitante    | Estadio          | Fecha      | Hora       |
| ---------- | ---------- | ------------ | ---------------- | ---------- | ---------- |
| Herediano  | 2 - 0      | Universidad  | Rosabal Cordero  | 19 de mayo | 20:00      |
| Limonense  | 1 - 0      | Alajuelense  | Juan Gobán       | 23 de mayo | 11:00      |
| Cartaginés | 2 - 1      | Guanacasteca | "Fello" Meza     | 23 de mayo | 11:00      |
| Saprissa   | 0 - 4      | México       | Ricardo Saprissa | 30 de mayo | 11:00      |
| Ramonense  | 2 - 2      | Turrialba    | Guillermo Vargas | 6 de junio | 11:00      |

| Jornada 11   | Jornada 11 | Jornada 11  | Jornada 11       | Jornada 11  | Jornada 11 |
| Local        | Resultado  | Visitante   | Estadio          | Fecha       | Hora       |
| ------------ | ---------- | ----------- | ---------------- | ----------- | ---------- |
| Ramonense    | 3 - 0      | Herediano   | Guillermo Vargas | 23 de mayo  | 11:00      |
| Universidad  | 1 - 4      | Saprissa    | "Pipilo" Umaña   | 23 de mayo  | 11:00      |
| Turrialba    | 2 - 3      | Cartaginés  | Rafael Camacho   | 30 de mayo  | 11:00      |
| Guanacasteca | 0 - 0      | Alajuelense | Chorotega        | 30 de mayo  | 11:00      |
| Limonense    | 0 - 2      | México      | Juan Gobán       | 8 de agosto | 11:00      |

| Jornada 12   | Jornada 12 | Jornada 12  | Jornada 12       | Jornada 12  | Jornada 12 |
| Local        | Resultado  | Visitante   | Estadio          | Fecha       | Hora       |
| ------------ | ---------- | ----------- | ---------------- | ----------- | ---------- |
| Turrialba    | 1 - 0      | Universidad | Rafael Camacho   | 16 de mayo  | 11:00      |
| Ramonense    | 4 - 1      | Limonense   | Guillermo Vargas | 30 de mayo  | 11:00      |
| Guanacasteca | 0 - 2      | México      | Chorotega        | 6 de junio  | 11:00      |
| Alajuelense  | 0 - 1      | Cartaginés  | Morera Soto      | 18 de julio | 11:00      |
| Herediano    | 0 - 1      | Saprissa    | Rosabal Cordero  | 25 de julio | 20:00      |

| Jornada 13  | Jornada 13 | Jornada 13   | Jornada 13       | Jornada 13  | Jornada 13 |
| Local       | Resultado  | Visitante    | Estadio          | Fecha       | Hora       |
| ----------- | ---------- | ------------ | ---------------- | ----------- | ---------- |
| Herediano   | 1 - 1      | Limonense    | Rosabal Cordero  | 6 de junio  | 11:00      |
| Alajuelense | 1 - 0      | Universidad  | Morera Soto      | 6 de junio  | 11:00      |
| Cartaginés  | 5 - 0      | México       | "Fello" Meza     | 9 de junio  | 20:00      |
| Saprissa    | 4 - 2      | Ramonense    | Ricardo Saprissa | 13 de junio | 11:00      |
| Turrialba   | 1 - 1      | Guanacasteca | Rafael Camacho   | 29 de junio | 11:00      |

| Jornada 14   | Jornada 14 | Jornada 14  | Jornada 14     | Jornada 14  | Jornada 14 |
| Local        | Resultado  | Visitante   | Estadio        | Fecha       | Hora       |
| ------------ | ---------- | ----------- | -------------- | ----------- | ---------- |
| México       | 0 - 0      | Alajuelense | Nacional       | 13 de junio | 11:00      |
| Turrialba    | 1 - 0      | Herediano   | Rafael Camacho | 13 de junio | 11:00      |
| Limonense    | 0 - 0      | Cartaginés  | Juan Gobán     | 13 de junio | 11:00      |
| Universidad  | 5 - 1      | Ramonense   | "Pipilo" Umaña | 4 de julio  | 11:00      |
| Guanacasteca | 2 - 1      | Saprissa    | Chorotega      | 18 de julio | 11:00      |

| Jornada 15  | Jornada 15 | Jornada 15   | Jornada 15       | Jornada 15  | Jornada 15 |
| Local       | Resultado  | Visitante    | Estadio          | Fecha       | Hora       |
| ----------- | ---------- | ------------ | ---------------- | ----------- | ---------- |
| Universidad | 1 - 0      | Guanacasteca | "Pipilo" Umaña   | 13 de junio | 11:00      |
| Cartaginés  | 3 - 2      | Ramonense    | "Fello" Meza     | 16 de junio | 20:00      |
| Saprissa    | 7 - 0      | Limonense    | Ricardo Saprissa | 20 de junio | 11:00      |
| Alajuelense | 1 - 1      | Herediano    | Morera Soto      | 20 de junio | 11:00      |
| México      | 2 - 0      | Turrialba    | Nacional         | 21 de julio | 20:00      |

| Jornada 16   | Jornada 16 | Jornada 16  | Jornada 16       | Jornada 16  | Jornada 16 |
| Local        | Resultado  | Visitante   | Estadio          | Fecha       | Hora       |
| ------------ | ---------- | ----------- | ---------------- | ----------- | ---------- |
| Saprissa     | 3 - 1      | Turrialba   | Ricardo Saprissa | 16 de junio | 20:00      |
| Universidad  | 1 - 1      | Cartaginés  | "Pipilo" Umaña   | 20 de junio | 11:00      |
| Ramonense    | 1 - 1      | Alajuelense | Guillermo Vargas | 27 de junio | 11:00      |
| México       | 1 - 0      | Herediano   | Nacional         | 18 de julio | 11:00      |
| Guanacasteca | 0 - 0      | Limonense   | Chorotega        | 25 de julio | 11:00      |

| Jornada 17   | Jornada 17 | Jornada 17  | Jornada 17       | Jornada 17  | Jornada 17 |
| Local        | Resultado  | Visitante   | Estadio          | Fecha       | Hora       |
| ------------ | ---------- | ----------- | ---------------- | ----------- | ---------- |
| Guanacasteca | 5 - 0      | Ramonense   | Chorotega        | 20 de junio | 11:00      |
| Herediano    | 1 - 2      | Cartaginés  | Rosabal Cordero  | 23 de junio | 20:00      |
| México       | 3 - 1      | Universidad | Nacional         | 23 de junio | 20:00      |
| Turrialba    | 2 - 2      | Limonense   | Rafael Camacho   | 4 de julio  | 11:00      |
| Saprissa     | 3 - 3      | Alajuelense | Ricardo Saprissa | 8 de agosto | 11:00      |

| Jornada 18  | Jornada 18 | Jornada 18   | Jornada 18       | Jornada 18  | Jornada 18 |
| Local       | Resultado  | Visitante    | Estadio          | Fecha       | Hora       |
| ----------- | ---------- | ------------ | ---------------- | ----------- | ---------- |
| Alajuelense | 4 - 0      | Turrialba    | Morera Soto      | 23 de junio | 20:00      |
| Herediano   | 6 - 0      | Guanacasteca | Rosabal Cordero  | 27 de junio | 11:00      |
| Cartaginés  | 2 - 1      | Saprissa     | "Fello" Meza     | 27 de junio | 11:00      |
| Limonense   | 1 - 1      | Universidad  | Juan Gobán       | 29 de junio | 11:00      |
| Ramonense   | 1 - 1      | México       | Guillermo Vargas | 25 de julio | 11:00      |

| Jornada 19  | Jornada 19 | Jornada 19   | Jornada 19     | Jornada 19   | Jornada 19 |
| Local       | Resultado  | Visitante    | Estadio        | Fecha        | Hora       |
| ----------- | ---------- | ------------ | -------------- | ------------ | ---------- |
| Limonense   | 2 - 2      | Ramonense    | Juan Gobán     | 15 de agosto | 11:00      |
| Universidad | 0 - 1      | Herediano    | "Pipilo" Umaña | 15 de agosto | 11:00      |
| México      | 0 - 1      | Saprissa     | Nacional       | 15 de agosto | 11:00      |
| Cartaginés  | 3 - 1      | Turrialba    | "Fello" Meza   | 15 de agosto | 11:00      |
| Alajuelense | 4 - 1      | Guanacasteca | Morera Soto    | 15 de agosto | 11:00      |

| Jornada 20   | Jornada 20 | Jornada 20  | Jornada 20       | Jornada 20   | Jornada 20 |
| Local        | Resultado  | Visitante   | Estadio          | Fecha        | Hora       |
| ------------ | ---------- | ----------- | ---------------- | ------------ | ---------- |
| Alajuelense  | 4 - 1      | Limonense   | Morera Soto      | 22 de agosto | 11:00      |
| Guanacasteca | 1 - 0      | Cartaginés  | Chorotega        | 22 de agosto | 11:00      |
| Turrialba    | 0 - 3      | México      | Rafael Camacho   | 22 de agosto | 11:00      |
| Saprissa     | 3 - 1      | Universidad | Ricardo Saprissa | 22 de agosto | 11:00      |
| Herediano    | 2 - 1      | Ramonense   | Rosabal Cordero  | 22 de agosto | 11:00      |

| Jornada 21  | Jornada 21 | Jornada 21   | Jornada 21       | Jornada 21   | Jornada 21 |
| Local       | Resultado  | Visitante    | Estadio          | Fecha        | Hora       |
| ----------- | ---------- | ------------ | ---------------- | ------------ | ---------- |
| Limonense   | 1 - 0      | Herediano    | Juan Gobán       | 29 de agosto | 11:00      |
| Ramonense   | 3 - 1      | Saprissa     | Guillermo Vargas | 29 de agosto | 11:00      |
| Universidad | 3 - 3      | Turrialba    | "Pipilo" Umaña   | 29 de agosto | 11:00      |
| México      | 2 - 1      | Guanacasteca | Nacional         | 29 de agosto | 11:00      |
| Cartaginés  | 2 - 0      | Alajuelense  | "Fello" Meza     | 29 de agosto | 11:00      |

| Jornada 22   | Jornada 22 | Jornada 22  | Jornada 22       | Jornada 22      | Jornada 22 |
| Local        | Resultado  | Visitante   | Estadio          | Fecha           | Hora       |
| ------------ | ---------- | ----------- | ---------------- | --------------- | ---------- |
| Cartaginés   | 4 - 1      | Limonense   | "Fello" Meza     | 5 de septiembre | 11:00      |
| Alajuelense  | 1 - 2      | México      | Morera Soto      | 5 de septiembre | 11:00      |
| Guanacasteca | 0 - 0      | Universidad | Chorotega        | 5 de septiembre | 11:00      |
| Turrialba    | 2 - 2      | Ramonense   | Rafael Camacho   | 5 de septiembre | 11:00      |
| Saprissa     | 1 - 3      | Herediano   | Ricardo Saprissa | 5 de septiembre | 11:00      |

| Jornada 23  | Jornada 23 | Jornada 23   | Jornada 23       | Jornada 23       | Jornada 23 |
| Local       | Resultado  | Visitante    | Estadio          | Fecha            | Hora       |
| ----------- | ---------- | ------------ | ---------------- | ---------------- | ---------- |
| Limonense   | 1 - 1      | Saprissa     | Juan Gobán       | 12 de septiembre | 11:00      |
| Herediano   | 2 - 0      | Turrialba    | Rosabal Cordero  | 12 de septiembre | 11:00      |
| Ramonense   | 2 - 0      | Guanacasteca | Guillermo Vargas | 12 de septiembre | 11:00      |
| Universidad | 2 - 2      | Alajuelense  | "Pipilo" Umaña   | 12 de septiembre | 11:00      |
| México      | 2 - 1      | Cartaginés   | Nacional         | 12 de septiembre | 11:00      |

| Jornada 24   | Jornada 24 | Jornada 24  | Jornada 24      | Jornada 24       | Jornada 24 |
| Local        | Resultado  | Visitante   | Estadio         | Fecha            | Hora       |
| ------------ | ---------- | ----------- | --------------- | ---------------- | ---------- |
| México       | 0 - 0      | Limonense   | Rosabal Cordero | 15 de septiembre | 10:00      |
| Cartaginés   | 6 - 2      | Universidad | "Fello" Meza    | 15 de septiembre | 12:00      |
| Alajuelense  | 1 - 3      | Ramonense   | Rosabal Cordero | 15 de septiembre | 12:00      |
| Guanacasteca | 1 - 1      | Herediano   | Chorotega       | 15 de septiembre | 12:00      |
| Turrialba    | 1 - 0      | Saprissa    | Rafael Camacho  | 15 de septiembre | 12:00      |

| Jornada 25 | Jornada 25 | Jornada 25   | Jornada 25       | Jornada 25       | Jornada 25 |
| Local      | Resultado  | Visitante    | Estadio          | Fecha            | Hora       |
| ---------- | ---------- | ------------ | ---------------- | ---------------- | ---------- |
| Limonense  | 0 - 0      | Guanacasteca | Juan Gobán       | 19 de septiembre | 11:00      |
| Turrialba  | 3 - 2      | Alajuelense  | Rafael Camacho   | 19 de septiembre | 11:00      |
| Saprissa   | 1 - 2      | Cartaginés   | Ricardo Saprissa | 19 de septiembre | 11:00      |
| Herediano  | 1 - 1      | México       | Rosabal Cordero  | 19 de septiembre | 11:00      |
| Ramonense  | 1 - 1      | Universidad  | Guillermo Vargas | 19 de septiembre | 11:00      |

| Jornada 26  | Jornada 26 | Jornada 26   | Jornada 26       | Jornada 26       | Jornada 26 |
| Local       | Resultado  | Visitante    | Estadio          | Fecha            | Hora       |
| ----------- | ---------- | ------------ | ---------------- | ---------------- | ---------- |
| Limonense   | 2 - 0      | Turrialba    | Juan Gobán       | 26 de septiembre | 11:00      |
| Saprissa    | 6 - 0      | Guanacasteca | Ricardo Saprissa | 26 de septiembre | 11:00      |
| Herediano   | 2 - 1      | Alajuelense  | Rosabal Cordero  | 26 de septiembre | 11:00      |
| Ramonense   | 0 - 3      | Cartaginés   | Guillermo Vargas | 26 de septiembre | 11:00      |
| Universidad | 1 - 1      | México       | "Pipilo" Umaña   | 26 de septiembre | 11:00      |

| Jornada 27   | Jornada 27 | Jornada 27 | Jornada 27     | Jornada 27   | Jornada 27 |
| Local        | Resultado  | Visitante  | Estadio        | Fecha        | Hora       |
| ------------ | ---------- | ---------- | -------------- | ------------ | ---------- |
| Universidad  | 2 - 3      | Limonense  | "Pipilo" Umaña | 3 de octubre | 11:00      |
| México       | 0 - 2      | Ramonense  | Nacional       | 3 de octubre | 11:00      |
| Cartaginés   | 3 - 1      | Herediano  | "Fello" Meza   | 3 de octubre | 11:00      |
| Alajuelense  | 0 - 2      | Saprissa   | Morera Soto    | 3 de octubre | 11:00      |
| Guanacasteca | 1 - 1      | Turrialba  | Chorotega      | 3 de octubre | 11:00      |

## Segunda fase

### Pentagonal por el campeonato
| Pos. | Equipo                 | Pts. | PJ | G | E | P | GF | GC | Dif. | Notas |
| ---- | ---------------------- | ---- | -- | - | - | - | -- | -- | ---- | ----- |
| 1    | Deportivo Saprissa (C) | 12   | 8  | 4 | 4 | 0 | 12 | 4  | +8   |       |
| 2    | Deportivo México       | 10   | 8  | 4 | 2 | 2 | 13 | 8  | +5   |       |
| 3    | C. S. Cartaginés       | 8    | 8  | 3 | 2 | 3 | 8  | 8  | 0    |       |
| 4    | L. D. Alajuelense      | 7    | 8  | 2 | 3 | 3 | 10 | 10 | 0    |       |
| 5    | A. D. Ramonense        | 3    | 8  | 0 | 3 | 5 | 6  | 19 | −13  |       |

 Fuente: La República
Criterios de clasificación: Puntos · Diferencia de goles · Goles a favor
|                                        |
|                                        |
| Campeón Deportivo Saprissa 14.º título |

### Pentagonal del no descenso
| Pos. | Equipo                    | Pts. | PJ | G | E | P | GF | GC | Dif. |
| ---- | ------------------------- | ---- | -- | - | - | - | -- | -- | ---- |
| 1    | A. D. Guanacasteca        | 10   | 8  | 5 | 0 | 3 | 18 | 10 | +8   |
| 2    | C. S. Herediano           | 10   | 8  | 4 | 2 | 2 | 13 | 10 | +3   |
| 3    | A. D. Limonense           | 8    | 8  | 4 | 0 | 4 | 14 | 15 | −1   |
| 4    | Municipal Turrialba       | 8    | 8  | 4 | 0 | 4 | 12 | 15 | −3   |
| 5    | Universidad de Costa Rica | 4    | 8  | 1 | 2 | 5 | 7  | 14 | −7   |

 Fuente: La República
Criterios de clasificación: Puntos · Diferencia de goles · Goles a favor

### Resultados
Los horarios corresponden al tiempo de Costa Rica (UTC-6).
| Jornada 1   | Jornada 1 | Jornada 1   | Jornada 1        | Jornada 1     | Jornada 1 |
| Local       | Resultado | Visitante   | Estadio          | Fecha         | Hora      |
| ----------- | --------- | ----------- | ---------------- | ------------- | --------- |
| Saprissa    | 1 - 0     | Cartaginés  | Ricardo Saprissa | 6 de octubre  | 20:00     |
| Ramonense   | 1 - 1     | Alajuelense | Nacional         | 6 de octubre  | 20:00     |
| Universidad | 1 - 2     | Limonense   | "Pipilo" Umaña   | 10 de octubre | 11:00     |
| Herediano   | 4 - 1     | Turrialba   | Rosabal Cordero  | 10 de octubre | 11:00     |

| Jornada 2   | Jornada 2 | Jornada 2    | Jornada 2        | Jornada 2      | Jornada 2 |
| Local       | Resultado | Visitante    | Estadio          | Fecha          | Hora      |
| ----------- | --------- | ------------ | ---------------- | -------------- | --------- |
| Ramonense   | 1 - 3     | México       | Guillermo Vargas | 10 de octubre  | 11:00     |
| Alajuelense | 2 - 2     | Saprissa     | Morera Soto      | 10 de octubre  | 11:00     |
| Turrialba   | 2 - 0     | Universidad  | Rafael Camacho   | 12 de octubre  | 12:00     |
| Herediano   | 1 - 0     | Guanacasteca | Rosabal Cordero  | 7 de noviembre | 11:00     |

| Jornada 3    | Jornada 3 | Jornada 3   | Jornada 3    | Jornada 3     | Jornada 3 |
| Local        | Resultado | Visitante   | Estadio      | Fecha         | Hora      |
| ------------ | --------- | ----------- | ------------ | ------------- | --------- |
| México       | 0 - 1     | Saprissa    | Nacional     | 12 de octubre | 12:00     |
| Cartaginés   | 2 - 0     | Alajuelense | "Fello" Meza | 12 de octubre | 12:00     |
| Guanacasteca | 1 - 2     | Universidad | Chorotega    | 17 de octubre | 11:00     |
| Limonense    | 3 - 1     | Turrialba   | Juan Gobán   | 17 de octubre | 11:00     |

| Jornada 4   | Jornada 4 | Jornada 4    | Jornada 4      | Jornada 4     | Jornada 4 |
| Local       | Resultado | Visitante    | Estadio        | Fecha         | Hora      |
| ----------- | --------- | ------------ | -------------- | ------------- | --------- |
| Alajuelense | 2 - 1     | México       | Morera Soto    | 15 de octubre | 20:00     |
| Cartaginés  | 0 - 0     | Ramonense    | "Fello" Meza   | 15 de octubre | 20:00     |
| Turrialba   | 2 - 5     | Guanacasteca | Rafael Camacho | 24 de octubre | 11:00     |
| Limonense   | 1 - 2     | Herediano    | Juan Gobán     | 24 de octubre | 11:00     |

| Jornada 5    | Jornada 5 | Jornada 5  | Jornada 5        | Jornada 5     | Jornada 5 |
| Local        | Resultado | Visitante  | Estadio          | Fecha         | Hora      |
| ------------ | --------- | ---------- | ---------------- | ------------- | --------- |
| Saprissa     | 1 - 1     | Ramonense  | Ricardo Saprissa | 17 de octubre | 11:00     |
| México       | 2 - 1     | Cartaginés | Nacional         | 17 de octubre | 11:00     |
| Universidad  | 2 - 2     | Herediano  | "Pipilo" Umaña   | 31 de octubre | 11:00     |
| Guanacasteca | 4 - 0     | Limonense  | Chorotega        | 31 de octubre | 11:00     |

| Jornada 6   | Jornada 6 | Jornada 6   | Jornada 6      | Jornada 6       | Jornada 6 |
| Local       | Resultado | Visitante   | Estadio        | Fecha           | Hora      |
| ----------- | --------- | ----------- | -------------- | --------------- | --------- |
| Cartaginés  | 0 - 2     | Saprissa    | "Fello" Meza   | 20 de octubre   | 20:00     |
| Alajuelense | 3 - 0     | Ramonense   | Morera Soto    | 20 de octubre   | 20:00     |
| Limonense   | 4 - 1     | Universidad | Juan Gobán     | 14 de noviembre | 11:00     |
| Turrialba   | 2 - 0     | Herediano   | Rafael Camacho | 29 de noviembre | 11:00     |

| Jornada 7    | Jornada 7 | Jornada 7   | Jornada 7        | Jornada 7       | Jornada 7 |
| Local        | Resultado | Visitante   | Estadio          | Fecha           | Hora      |
| ------------ | --------- | ----------- | ---------------- | --------------- | --------- |
| México       | 4 - 1     | Ramonense   | Nacional         | 24 de octubre   | 11:00     |
| Saprissa     | 0 - 0     | Alajuelense | Ricardo Saprissa | 24 de octubre   | 11:00     |
| Guanacasteca | 2 - 0     | Herediano   | Chorotega        | 14 de noviembre | 11:00     |
| Universidad  | 0 - 1     | Turrialba   | Nacional         | 21 de noviembre | 09:00     |

| Jornada 8   | Jornada 8 | Jornada 8    | Jornada 8        | Jornada 8       | Jornada 8 |
| Local       | Resultado | Visitante    | Estadio          | Fecha           | Hora      |
| ----------- | --------- | ------------ | ---------------- | --------------- | --------- |
| Saprissa    | 1 - 1     | México       | Ricardo Saprissa | 27 de octubre   | 20:00     |
| Alajuelense | 1 - 2     | Cartaginés   | Morera Soto      | 27 de octubre   | 20:00     |
| Universidad | 0 - 1     | Guanacasteca | Rosabal Cordero  | 29 de noviembre | 11:00     |
| Turrialba   | 1 - 0     | Limonense    | Rafael Camacho   | 5 de diciembre  | 11:00     |

| Jornada 9    | Jornada 9 | Jornada 9   | Jornada 9        | Jornada 9       | Jornada 9 |
| Local        | Resultado | Visitante   | Estadio          | Fecha           | Hora      |
| ------------ | --------- | ----------- | ---------------- | --------------- | --------- |
| México       | 2 - 1     | Alajuelense | Nacional         | 31 de octubre   | 11:00     |
| Ramonense    | 2 - 3     | Cartaginés  | Guillermo Vargas | 31 de octubre   | 11:00     |
| Herediano    | 3 - 1     | Limonense   | Rosabal Cordero  | 24 de noviembre | 20:00     |
| Guanacasteca | 3 - 2     | Turrialba   | Chorotega        | 8 de diciembre  | 11:00     |

| Jornada 10 | Jornada 10 | Jornada 10   | Jornada 10      | Jornada 10      | Jornada 10 |
| Local      | Resultado  | Visitante    | Estadio         | Fecha           | Hora       |
| ---------- | ---------- | ------------ | --------------- | --------------- | ---------- |
| Ramonense  | 0 - 4      | Saprissa (C) | Nacional        | 3 de noviembre  | 20:00      |
| Cartaginés | 0 - 0      | México       | "Fello" Meza    | 3 de noviembre  | 20:00      |
| Herediano  | 1 - 1      | Universidad  | Rosabal Cordero | 10 de noviembre | 20:00      |
| Limonense  | 3 - 2      | Guanacasteca | Juan Gobán      | 21 de noviembre | 11:00      |

## Estadísticas

### Tabla de goleadores
Lista con los máximos anotadores de la temporada.
| Pos. | Jugador         | Equipo      | Goles |
| ---- | --------------- | ----------- | ----- |
| 1.º  | Carlos Solano   | Saprissa    | 24    |
| 2.º  | William Salgado | México      | 18    |
| 3.º  | Javier Jiménez  | Alajuelense | 16    |
| 4.º  | Gerardo Solano  | Saprissa    | 14    |
| 5.º  | Alfredo Piedra  | Cartaginés  | 14    |
| 6.º  | Edwin Barley    | Universidad | 14    |
| 7.º  | Johnny Alvarado | Cartaginés  | 12    |
| 8.º  | Rogelio Herrera | Ramonense   | 12    |
| 9.º  | Víctor Acuña    | Ramonense   | 12    |